# Alexandre Pisano
Alexandre Kouto Horio Pisano (japanisch ピサノ アレクサンドレ 幸冬堀尾 Pisano Alexandre; * 10. Januar 2006 in Kasugai, Präfektur Aichi) ist ein japanisch-kanadischer Fußballspieler.

## Karriere

### Verein
Alexandre Pisano erlernte das Fußballspielen in der Jugend des FC Ferball Aichi und Nagoya Grampus. Bei Nagoya unterschrieb er im Februar 2024 seinen ersten Vertrag. Der Verein aus Nagoya spielt in der ersten Liga, der J1 League. Sein Erstligadebüt gab Alexandre Pisano am 3. Mai 2025 (14. Spieltag) im Auswärtsspiel gegen Shimizu S-Pulse. Bei dem 3:0-Auswärtserfolg stand er in der Startelf und spielte die kompletten 90 Minuten.

### Nationalmannschaft
Alexandre Pisano gab sein Debüt in der japanischen Nationalmannschaft am 8. Juli 2025 im Rahmen eines Endrundenspiels der Ostasienmeisterschaft in Südkorea. Hier kam er bei dem 6:1-Erfolg gegen Hongkong zum Einsatz. Am Ende wurde er mit Japan Ostasienmeister.

## Erfolge

### Nationalmannschaft
Japan
- Ostasienmeister: 2025

## Sonstiges
Alexandre Pisano ist der Sohn einer Japanerin und eines Kanadiers.